# Лили Шмидт
Лиляна Ангелова Шмидт е българска общественичка и дарителка.

## Биография
Родена е на 22 март 1925 г. в гр.Кюстендил. През 1968 г. заминава за Германия, където създава семейство. Работи като медицинска сестра. Чак след 1990 г. българските власти ѝ разрешават да посети родината си. Основава Фондация „Помощ за България“ във Франкфурт на Майн, където живее. Привлича дарители с личния си авторитет и контакти. Към България поемат тирове с дрехи, оборудване за социални домове, лекарства за болни, пари за трапезарии за социално слаби.
През 2003 г. „швестер Лили“, както я наричат е наградена от президента на Германия с медал за благотворителност „Фердинс Кройц“, а през 2005 г. и българският президент Георги Първанов и връчва отличие за тези заслуги – орден „Мадарски конник“. Лили Шмидт е почетен член на кюстендилското женско дружество „Майчина любов“. Чрез Фондацията „Помощ за България“ на български болници, общини и социални учреждения са дарени лекарства, дрехи, медицинско оборудване и апаратура за милиони евро. За своята всеотдайна благотворителна дейност и милосърдие я наричат „българската Майка Тереза“.
Удостоена със званието „почетен гражданин на Кюстендил“ на 30.10.2008 г.